# Аугайре мак Айлелла
Аугайре мак Айлелла (англ. Augaire mac Ailella; погиб в сентябре 917) — король Лейнстера (909—917).

## Биография
Аугайре — сын Айлиля мак Дунлайнге. Взошёл на лейнстерский престол после смерти короля Кербалла мак Муйрекайна.
Аугайре мак Айлелла погиб в сражении при Кенн Фуайте, когда по призыву Верховного короля Ирландии Ниалла Глунбуда выступил против войска викингов, возглавлявшегося Ситриком Слепым. Его преемником на престоле был Фаэлан мак Муйредайг.
Предполагается, что он был женат на Мор инген Кербайлл из соседнего королевства Осрайге.